# Atethmia algirica
Atethmia algirica is een vlinder uit de familie uilen (Noctuidae). De wetenschappelijke naam is voor het eerst geldig gepubliceerd in 1917 door Culot.
De soort komt voor in Europa.